# يوسف حراوي
يوسف حراوي ( ولد في 12 مايو 1965 الجزائر ) هو لاعب كرة قدم جزائري في مركز الوسط.. لعب لأندية في أوروبا، بما في ذلك سبورتنج أبفيل [الإنجليزية] نادي سلوفان براتيسلافا،  نادي تشافيس، نادي كارديمير كارابوك سبور، بورصة سبور وكارسياكا  وكذلك منتخب الجزائر لكرة القدم. 

## التتوجات
الدوري التشيكوسلوفاكي الأول : 1991-1992 مع نادي سلوفان براتيسلافا

## روابط خارجية
- يوسف حراوي على موقع اتحاد تركيا (لاعب) (الإنجليزية)
- يوسف حراوي على موقع قاعدة بيانات كرة القدم.إي يو (الإنجليزية)
- يوسف حراوي على موقع ناشيونال فوتبول تيمز (الإنجليزية)
- يوسف حراوي على موقع عالم كرة القدم.نت (الإنجليزية)